# 八原博通
八原 博通（やはら ひろみち、1902年（明治35年） 10月2日 - 1981年（昭和56年）5月7日）は、日本の陸軍軍人。最終階級は陸軍大佐。沖縄戦で第32軍の高級参謀として戦略持久作戦を立案、指揮した。アメリカ軍からは「すぐれた戦術家としての名声をほしいままにし、その判断には計画性があった」と高く評されている。

## 人物
鳥取県米子市皆生出身。生家は養蚕農家（自作農）。父・八原宇三郎は役場吏員。
父・宇三郎の生家は村一番の地主ではあったが、次男の父は役場のささやかな給料、それに一町歩近い桑畑から上る養蚕の収入で生活をまかなっていた。水田や果樹園からの収入はごくわずかなもので、子どもがふえるに従い、自家飯米も確保できず、端境期には当時、南京米といった外米などを買わねばならぬといった状態だった。 父・宇三郎の兄は長年村長を務めており、当時米子では最高学府であった高橋塾で漢学を学んだインテリで、村の名士といってもよい存在だった。小学校三年のとき、母・ちよのと死別。
米子中学校（現米子東高校）に入学すると頭脳明晰ぶりをが発揮し、学術科目は全科目の成績が「甲」で唯一武術のみが「乙」であった。5年間の在学中に一度も病欠することもなく皆勤賞も受けており、卒業式では首席として卒業生総代に選ばれている。八原が中学を卒業する頃は大正デモクラシーの高揚で、陸軍士官学校や海軍兵学校などの軍学校志願者が激減していたが、八原は家計を考えて陸軍士官学校に進学している。
八原は学科（座学）は抜群の成績で、教官からも一目置かれており講義の際には意見を求められるほどであった。陸軍省人事局長額田坦中将も八原のことを「快活な優秀者で将校団の寵児であった」と称賛している。しかし銃剣道や馬術などの術科については、陸軍幼年学校から進学してきた生徒にはかなわず平均的な成績であり、中でも馬術がもっとも苦手であった。そのため、総合的な卒業成績では歩兵科の5番目に止まり、恩賜の銀時計を受け取ることはできなかった。
米子中第17期卒、(同期生に湯浅禎夫）を経て、1923年7月、陸軍士官学校（第35期）を卒業。同年10月、歩兵少尉に任官。歩兵第63連隊付などを経て、最年少で入学した陸軍大学校（第41期）を1929年11月に優等（5位）で卒業、恩賜の軍刀を拝領した。
1930年12月、陸軍省人事局付勤務となり、人事局課員（補任課）に異動。1933年10月から1935年12月まで陸大優等生の特典としてアメリカに海外留学している。八原はアメリカ社会を知るために、下宿先に近所の人たちを呼んで交流したが、アメリカ社会との交流の中で八原が驚かされたのが、アメリカの大学生が志願制の予備役将校訓練課程で高度な軍事教練を受けていることで、日本の大学生の軍事教練が強制的で初歩訓練に過ぎないのとでは大きな差があったことだった。有事の際にこれらの大学生や卒業生が優秀な将校として軍に編入されるため、常備軍は日本陸軍の半分しか兵力がないアメリカ軍の有事の際の実力を痛感させられた。また、1年間に渡ってノースカロライナ州ムールトリー要塞で連隊付将校として勤務し、アメリカ陸軍歩兵学校も見学しアメリカ陸軍の戦術に精通している。日本陸軍は対ソビエトが基本であって、アメリカ軍に対する評価は「拝金主義のアメリカでは将校ですらだらしがない、戦闘が始まればオロオロするだけだ」などと軽侮する傾向があったが、八原はそのようなアメリカ軽視の見方に対し「アメリカ軍の実力は日本陸軍が考えているような甘いものではないよ」「一番注目しなければばらないのは、彼等が火力を重視していることだ。砲門の数は大差なくても撃つ砲弾の量が違う。日本の野砲はせいぜい1日10発ぐらいだろうが、アメリカの工業力は日本と段違いで、戦時になると軍需生産力は膨大なものになるからいくらでも撃てる。平時のアメリカを見て、戦時の実力を推察しては国を誤る」と的を射た反論をしていたが、作戦参謀の主流派閥に属する士官たちは後の日米戦争の敗勢時にすらその見識を否定し続けた。
しかし、彼のアメリカに対する正しい理解は、後の沖縄戦の指揮に活かされることとなった。
1935年11月、人事局課員（補任課）となり、陸大教官に転じ、1937年8月、歩兵少佐に昇進し第2軍参謀に就任。同年12月、第5軍参謀となり、陸大教官に異動。1939年8月、歩兵中佐に進級。1940年9月、大本営付仰付、大本営参謀（作戦課）、タイ大使館付武官補佐官を歴任した。タイ大使館付駐在武官というのは表面だけで、裏では来たるイギリスとの戦争準備としてマレーやビルマの情報収集という任務に携わっていたが、その際に、後に同じ第32軍参謀長として沖縄戦を戦う長勇とよくサイゴンで一緒になり、サイゴンの映画館で海外映画を一緒に観賞し、宿舎のマゼスティック・ホテル近くのすき焼き屋で痛飲している。

### 戦中
戦争が始まると、第15軍参謀としてビルマ（現ミャンマー）攻略作戦を担当した。積極攻勢を提示し、軍司令官飯田祥二郎としばしば対立した。その後、デング熱を発症し内地へ帰還した。回復後、陸軍大学校教官に発令され、1943年3月、陸軍大佐に昇進。1944年3月20日に沖縄防衛を担う第32軍の高級参謀（作戦担当）となった。当初は水際での積極攻勢を立案していたが、防衛部隊の主力である第9師団の台湾移転後は「戦略持久」方針へ変更し、アメリカ軍の襲来に備えた。この結果、以下の「沖縄戦での評価」の項の説明のとおり、アメリカ軍に多くの死傷者と司令官の戦死という犠牲をもたらし、日本軍としての大きな成果をあげる。
1945年6月18日に沖縄本島南部摩文仁の洞窟に追い詰められた第32軍司令官牛島満中将は、自分の最期を悟ると長勇参謀長を除く八原ら参謀に、日本本土に帰還して戦訓を伝えることや、アメリカ軍後方に潜入して遊撃戦を仕掛ける任務を与え、自分と長は自決を決意した。八原は他2名の参謀と日本本土に帰還する任務を命ぜられた。その夜には残ったわずかな缶詰などの食糧で第32軍司令部最後の宴会が催された。21日には沖縄戦のアメリカ軍司令官サイモン・B・バックナー・ジュニア中将が戦死したという知らせを受け、歓喜したが、翌22日には司令部洞窟周辺にアメリカ軍が進出し激しい攻撃を加えてきたため、6月23日に牛島と長は自決し、第32軍は実質上組織的な抵抗を終了した。
八原は、牛島と長の自決を見届けたあと、牛島の命令通り、日本本土への戦訓伝達のため、民間人になりすまし脱出を図るが、6月25日に民間人や敗残兵数十人が籠る具志頭の洞窟に入ったところでアメリカ軍に包囲された。二年間の留学経験でアメリカ人をよく知っている八原は、アメリカ軍が民間人を殺害することはないことを知っており、玉砕すると意気込む敗残兵を説き伏せると、英語でアメリカ軍に投降を申し出て民間人ら数十名と共に捕虜となった。八原は後年、手記にその投降時の状況を「美しい場面だ。今や敵も味方もない。人間愛に充ちた光景である。かつて豪雨のある夜、フィラデルフィアの南郊外で、自動車を路外に暴走させて困却した際、付近に住む青年たちが、雨をおかして駆けつけ、助けてくれたことをつい思い出してしまった」 と回想している。
アメリカ軍の収容所に入ってからも偽名を使い身分を教師と偽わり、民間人として作業に従事していたが、7月23日に沖縄県庁の元課長で、アメリカ軍の係官をしていた日本人男性からの取り調べを受けた際に身元が露見した。八原はそのままアメリカ軍に引き渡され、その後はアメリカ軍から尋問を受けたが、住居として一軒家の農家を与えられるなど高級士官の捕虜として扱われ、日本生まれの日本語が堪能なアメリカ軍の連絡将校を充てがわれ、元日本兵の当番兵も付けられた。八原はアメリカ軍の機関紙『バックナー』も自由に読むことができ、『バックナー』紙面で日本への原子爆弾投下やポツダム宣言受諾を知ることとなった。その後も、アメリカ陸軍第10軍の参謀長らと、沖縄戦について論議したりしながら捕虜として12月30日まで過ごした後、1946年1月に復員した。

### 戦後
内地に復員後は故郷に帰って、実父の農地を借りて農夫をしていたが、軍が消滅し現金収入が途絶えて困窮していたときに、軍の残務整理局から声がかかり一旦は職を得て単身で上京した。しかし、1947年に復員が一段落すると、また職を失うこととなり、岳父の清水喜重元中将にも就職の斡旋を依頼したが、捗々しくいかなかった。ここで、八原は職業軍人として家族を顧みなかった半生を振り返り、今後は家族と共に生活しようと考えて、故郷に帰ることとし、故郷で農作業の傍ら、反物の行商を始めて極貧ながらもどうにか現金収入の途を得た。1950年に警察予備隊が創設され、旧軍高級軍人であった八原にも入隊の誘いがあったが「もう二度と他人に死を強制するような仕事はしたくない」と断っている。その後、高度経済成長が始まったが、八原家はその恩恵をあまり受けなかったにもかかわらず、子供には高等教育を受けさせようと、教育費には糸目をつけなかった。
その後、子供らが独立すると、行商を辞めて長男と同居し、ようやく落ち着いた生活ができるようになった。本人は85歳まで生きると言っていたが、1981年5月7日に78歳で永眠。朝に妻が様子を見に行ったところ、布団の中ですでに息を引き取っていた。八原は警察予備隊の誘いを辞退した後も、旧軍人たちとは距離をとっており、唯一、陸士同期生の会合に出席するだけであった。また、旧軍人のなかでも自らアメリカ軍の捕虜となって生還した八原を「八原は軍人の面汚しだ」と白眼視する者も多く、葬式に参列した旧軍関係者はたった5人だけだったという。

## 沖縄戦の作戦参謀として
沖縄戦では第32軍参謀として司令官牛島満中将をよく補佐し、持久戦術を提案した。当初は航空支援下での水際撃滅戦を主眼としていたが、大本営の誤った敵情判断による防衛戦略の見直しにより、沖縄防衛の要であった第9師団を台湾に引き抜かれ、約束されていた補充師団も到着しなかった。そのため、本土決戦を引き延ばす時間稼ぎの捨石となるようにとの大本営の要請に対し、持久戦への方針転換がもっとも堅実な作戦であると考えた。八原はただ兵力不足のため持久戦を提案したのではなく、地道な持久戦で長期間アメリカ側に出血を強いることにより、アメリカ世論を厭戦気分へ動かし、日本の立場を有利にする考えがあったという。
精鋭であった第9師団の台湾移転により作戦の見直しを迫られた八原は、航空部隊の支援を受けての水際撃滅戦という（アメリカ軍との圧倒的な火力差を無視した）大本営の非現実的な作戦構想を斥け、過去に読んだ日本の柔道家がアメリカの拳闘家と異種格闘技戦を戦い、柔道家が寝技で拳闘家を下したという一節を思い出し、圧倒的な火力を誇るアメリカ軍相手に正攻法では勝てないため、堅牢な洞窟陣地を構築してそこに籠城し、徹底した戦略持久を主眼とする大転換接近戦に持ち込む「寝技戦法」しか対抗手段はないと考え、第32軍に徹底した陣地構築を命じた。これは単なる思い付きではなく、八原は日本軍参謀の多くが有した悪癖である自軍の戦力に対する過大評価を一切せず、第32軍の2.5個師団に対し、進攻してくるアメリカ軍は6～10個師団（実際は8個師団弱）と予想、一個師団あたりの火力の差、艦砲射撃や空爆も含めると戦力差は30倍以上になると分析しており、この戦力差を補うためには、不沈艦沖縄の自然力を十二分に発揮する他はないと考えたからである 。
沖縄の地盤は固い珊瑚礁でできているところも多く、掘削により艦砲射撃や大型爆弾に耐えられる陣地を構築することができた。八原の指揮により、地形に沿った洞窟陣地や砲床や塹壕が次々と作られ、それらは地下トンネルで接続されまた巧妙に擬装された。山腹には前面の他に後方斜面にも陣地が作られ（反斜面陣地）（reverse slope defense）アメリカ軍の激しい砲爆撃に耐えられるような巧みな構造となっていた。日本軍はその陣地を活用し、まずアメリカ軍部隊を日本軍陣地の直前まで誘導すると、重機関銃、軽機関銃等で掃射して戦車部隊と歩兵部隊を分断した。次いで敵戦車を、対戦車砲、山砲、野砲、地雷、歩兵の肉弾戦によって撃破し、敵の増援部隊を重榴弾砲、野戦重砲・重砲の砲撃により叩いた。
アメリカ軍は日本軍の組織的抵抗がないままに嘉手納へ無血上陸したものの、その後は日本軍の持久戦略によって大きな犠牲を強いられることとなる。八原戦略は地味だが非常に効果的であった。しかし大本営からの攻撃の催促と長勇参謀長の直情的な思考により、八原の反対にもかかわらずアメリカ軍が上陸して約1週間後には持久戦から無謀な夜間突撃に切換えられた。八原の想定どおり前線の兵力は大損害を被り、砲兵部隊の弾薬は大半を使い果たした。その後は牛島中将は八原の戦略を全面的に採用し、徹底した防衛戦により嘉数高地の防衛戦、シュガーローフの戦い、首里城攻防戦では、苦境のなかで善戦した。アメリカのマスコミはアメリカ軍のあまりにも大きな損害と進撃スピードの遅さに、アメリカ軍司令官サイモン・B・バックナー・ジュニア中将を激しくバッシングしている。
しかし日本軍の損耗も激しく、八原はアメリカ軍をより長く沖縄に足止めするため、全軍を沖縄南端部まで撤退させ防衛戦の継続を提案、牛島も八原の戦略を採用し、雨天を利用して摩文仁高地に撤退した。その後も持久戦によりアメリカの上陸軍に多大な死傷者を出させたのみならず、最高司令官サイモン・B・バックナー・ジュニア中将を戦死させるなどアメリカ軍に多大な損害を与えて、さらに1か月間アメリカ軍を足止めしている。このバックナー司令官の戦死は、アメリカ軍史上、司令官クラス初の戦死者であり、アメリカ国内世論が騒然となった。
八原は、もし第九師団が引き抜かれず、自分が想定したような徹底した持久戦をおこなっておれば、終戦の日まで首里で持ちこたえることが可能で牛島司令官も死なずに済んだのではないかと回想している。
八原自身は、自分も在住したアメリカをよく理解した上で作戦計画を立てた。そのため八原を評価したのは敵手であるアメリカ軍であった。アメリカ軍は八原の作戦計画を高く評価している。また、作家山本七平は、敗戦後の捕虜収容所でアメリカ軍将兵が一兵士に至るまで「沖縄の日本軍の作戦はスマートだった」「あれを徹底的にやられたら参る所だった」と評価していた、と書き残している。また、アメリカ陸軍戦史「最後の戦い」でも、「沖縄における日本軍は、まことに優秀な計画と善謀をもって、わが進攻に立ち向かった」と述べられている。
持久戦を伴った沖縄戦によって、多くの県民が犠牲になった。特に、日本軍が戦闘力の多くを失った後での首里放棄・南部（摩文仁高地）撤退による持久作戦継続は、「寸地残る限り後退善闘すべし」という大本営の方針を墨守したものであり、アメリカ軍からは軍事的視点で「見事に首里を撤退し、時をうつさず南部に新たな戦線を確立した」「アメリカ軍が全力をあげて集中攻撃を加えても、戦闘を終わらすまでに三週間以上を要したのである。」と高く評価されたものの、沖縄県民の生命保護の重要性を説く島田叡沖縄県知事や麾下第62師団上野参謀長からの死地を首里に求める首里放棄反対意見を退け、結果として軍の勝利を信じ南部に避難していた沖縄県民の多大な被害を引き起こした点で、今日でも根強い批判がある。八原自身も、自らの作戦によって生じた沖縄県の住民への犠牲に対する責任を強く感じていた。八原は戦後に沖縄を訪れていない。

## 家族
- 妻 まさ子（清水喜重陸軍中将の娘）
- 子供は6人

## 演じた人物
- 仲代達矢『激動の昭和史 沖縄決戦』1971年
- 水橋研二『島守の塔』2022年